# يو إف سي ليلة القتال: تومسون ضد نيل
يو إف سي ليلة القتال: طومسون ضد نيل (بالإنجليزية: UFC Fight Night: Thompson vs. Neal)‏ هو حدث لفنون القتال المختلطة نظمته يو إف سي، أُقيم في 19 ديسمبر 2020، على يو إف سي أبيكس في إنتربرايز، نيفادا، الولايات المتحدة.